# Обыкновенный толстоус
Обыкновенный толстоус (лат. Noterus crassicornis) — вид хищных жуков из семейства толстоусов.
Тело яйцевидной формы, сверху сильновыпуклое, длиной от 3,5 до 3,7 мм. Переднеспинка обычно ярче, чем у Noterus clavicornis, красноватая. Переднегрудь без киля посередине. Пятый членик усиков самцов значительно больше, чем шестой.
Вид распространён в Палеарктике. Обитает в донном слое стоячих водоёмов, густо заросших растительностью.